# Holodictya preussi
Holodictya preussi är en insektsart som först beskrevs av Karsch 1891.  Holodictya preussi ingår i släktet Holodictya och familjen lyktstritar. Inga underarter finns listade i Catalogue of Life.